# Carcharoda flavirosea
Carcharoda flavirosea là một loài bướm đêm trong họ Noctuidae.